# Guðrún Eva Mínervudóttir
Guðrún Eva Mínervudóttir [ˈkvʏðruːn ˈeːva ˈmiːnervuˌtoʊʰtɪr], född 17 mars 1976, är en isländsk författare och poet. Hon har skrivit nio romaner och två novellsamlingar sedan hennes första bok utkom 1998, novellsamlingen Á meðan hann horfir á þig ertu María mey ("Medan han ser på dig är du jungfru Maria"). Hennes verk har översatts till en mängd olika språk och hon har mottagit många priser och utmärkelser för sina böcker, inklusive det isländska litteraturpriset för romanen Allt med kossi vekur och DV-priset för litteratur för romanen Yosoy. Guðrún Eva har också undervisat i litterär gestaltning på Islands universitet med start 2010. 2019 mottog Guðrún Eva isländska radions författarpris för sin gärning och hon blev nominerad till Nordiska rådets litteraturpris 2021 med Överlevnadsmetoder (Aðferðir til að lifa af).
Guðrún Evas första bok att komma ut på svenska är Austin från Texas (Ástin Texas) som översattes av John Swedenmark.